# Renault Espace III
Renault Espace III (type JE) er den tredje modelgeneration af bilfabrikanten Renaults MPV, Espace.

## Modelhistorie
Den i november 1996 introducerede Espace III var ligesom sin forgænger udviklet og produceret af Matra, og var ligesom forgængeren udstyret med et kunststofkarrosseri monteret på et forzinket stålchassis.
JE var udstyret med nyudviklede firecylindrede motorer, som for første gang var monteret på tværs. Det drejede sig om en 2,0-litersmotor, som med 8 ventiler ydede 84 kW (114 hk) og med 16 ventiler (fra 1998) 103 kW (140 hk). Forgængerens V6-motor blev i en modificeret version med 123 kW (167 hk) benyttet i type JE frem til 1998, og herefter afløst af en nyudviklet V6-motor med 24 ventiler og 140 kW (190 hk). Samtidig blev CAN-Bus systemet indført i Espace. Også dieselmotorerne blev i løbet af modellens levetid moderniseret.
På Frankfurt Motor Show 1997 blev der præsenteret en 27 cm længere version med navnet Grand Espace, der som den første MPV overhovedet fik fire stjerner i Euro NCAP's kollisionstest. Modellen blev frem til september 2002 fremstillet i totalt 357.120 eksemplarer. Grand Espace type JE havde af alle Espace'er den største kabine, men også de største ydermål.

### Facelift
Til industriferien i sommeren 2000 blev der gennemført et facelift, som udvendigt kunne kendes på forlygterne med klare glas.
Fra september 2000 blev modelbetegnelserne ændret fra RT, RXE, Elyssee og Initiale til Authentique, Expression, Privilege og Initiale. Forkammerdieselmotoren med 83 kW (113 hk) blev afløst af to nye commonrailmotorer med 85 kW (115 hk) og 95 kW (129 hk).
2,0-liters benzinmotoren med otte ventiler og 84 kW (114 hk) blev kort efter faceliftet taget af modelprogrammet, hvorefter 16V-motoren (type F4R) var basismotor resten af modellens levetid.

## Søstermodeller
I efteråret 2001 blev der præsenteret en på Espace III baseret, firepersoners coupé med kunststofkarrosseri under navnet Renault Avantime. Produktionen af Avantime blev indstillet igen efter 18 måneder i foråret 2003 på grund af Matras insolvens.

## Tekniske data
|                                                | 2.0                      | 2.0 16V               | 3.0 V6               | 3.0 V6 24V           | 1.9 dTi                   | 2.2 dT                    | 2.2 dCi                   | 2.2 dCi                   |
| Byggeår                                        | 11/1996–10/2000          | 10/1998–10/2002       | 11/1996–10/1998      | 10/1998–10/2002      | 2/1999–10/2002            | 11/1996–10/2000           | 10/2000–10/2002           | 10/2000–10/2002           |
| Motordata                                      |                          |                       |                      |                      |                           |                           |                           |                           |
| Motorkode                                      | F3R 728/729/742/ 768/769 | F4R 700/701           | Z7X 775              | L7X 727              | F9Q 722                   | G8T 714/716               | G9T 710                   | G9T 642                   |
| Motortype                                      | R4-benzinmotor           | R4-benzinmotor        | V6-benzinmotor       | V6-benzinmotor       | R4-dieselmotor            | R4-dieselmotor            | R4-dieselmotor            | R4-dieselmotor            |
| Antal ventiler pr. cylinder                    | 2                        | 4                     | 2                    | 4                    | 2                         | 3                         | 4                         | 4                         |
| Ventilstyring                                  | OHC, tandrem             | DOHC, tandrem         | 2 × OHC, kæde        | 2 × DOHC, tandrem    | OHC, tandrem              | OHC, tandrem              | DOHC, tandrem             | DOHC, tandrem             |
| Fødesystem                                     | Multipoint               | Multipoint            | Multipoint           | Multipoint           | Direkte                   | Forkammer                 | Commonrail                | Commonrail                |
| Trykladning                                    | –                        | –                     | –                    | –                    | Turbolader, ladeluftkøler | Turbolader, ladeluftkøler | Turbolader, ladeluftkøler | Turbolader, ladeluftkøler |
| Køling                                         | Vandkøling               | Vandkøling            | Vandkøling           | Vandkøling           | Vandkøling                | Vandkøling                | Vandkøling                | Vandkøling                |
| Boring × slaglængde                            | 82,7 × 93,0 mm           | 82,7 × 93,0 mm        | 93,0 × 72,7 mm       | 87,0 × 82,6 mm       | 80,0 × 93,0 mm            | 87,0 × 92,0 mm            | 87,0 × 92,0 mm            | 87,0 × 92,0 mm            |
| Slagvolume                                     | 1998 cm³                 | 1998 cm³              | 2963 cm³             | 2946 cm³             | 1870 cm³                  | 2188 cm³                  | 2188 cm³                  | 2188 cm³                  |
| Kompressionsforhold                            | 9,8:1                    | 10,0:1                | 9,6:1                | 10,5:1               | 18,3:1                    | 22,0:1                    | 18,0:1                    | 18,0:1                    |
| Maks. effekt ved omdr./min.                    | 84 kW (114 hk) 5400      | 103 kW (140 hk) 5500  | 123 kW (167 hk) 5500 | 140 kW (190 hk) 5750 | 72 kW (98 hk) 4000        | 83 kW (113 hk) 4500       | 85 kW (115 hk) 4000       | 95 kW (129 hk) 4000       |
| Maks. drejningsmoment ved omdr./min.           | 168 Nm 3500              | 188 Nm 3750           | 235 Nm 4500          | 267 Nm 4000          | 190 Nm 2000               | 250 Nm 2000               | 290 Nm 1750               | 290 Nm 1750               |
| Kraftoverførsel                                |                          |                       |                      |                      |                           |                           |                           |                           |
| Drivende hjul                                  | Forhjul                  | Forhjul               | Forhjul              | Forhjul              | Forhjul                   | Forhjul                   | Forhjul                   | Forhjul                   |
| Gearkasse (standardudstyr)                     | 5-trins manuel           | 5-trins manuel        | 4-trins automatisk   | 4-trins automatisk   | 5-trins manuel            | 5-trins manuel            | 5-trins manuel            | 5-trins manuel            |
| Gearkasse (ekstraudstyr)                       | 4-trins automatisk       | 4-trins automatisk    | –                    | –                    | –                         | –                         | –                         | –                         |
| Præstationer1                                  |                          |                       |                      |                      |                           |                           |                           |                           |
| Topfart (Espace)                               | 175 km/t (170 km/t)      | 185 km/t (180 km/t)   | (195 km/t)           | (203 km/t)           | 167 km/t                  | 175 km/t                  | 176 km/t                  | 183 km/t                  |
| Topfart (Grand Espace)                         | 177 km/t                 | 187 km/t (182 km/t)   | –                    | (206 km/t)           | –                         | 178 km/t                  | 176 km/t                  | 183 km/t                  |
| Acceleration 0-100 km/t                        | 13,7 sek. (15,0 sek.)    | 11,6 sek. (12,4 sek.) | (11,0 sek.)          | (10,6 sek.)          | 15,0 sek.                 | 14,5 sek.2                | 13,5 sek.                 | 12,4 sek.                 |
| Brændstofforbrug pr. 100 km ved blandet kørsel |                          | 8,9 liter Blyfri 95   |                      | 11,6 liter Blyfri 95 | 6,6 liter Diesel          | 7,9 liter Diesel          | 7,1 liter Diesel          | 7,1 liter Diesel          |